# ドラゴンライダー (モンスターメーカー)
『ドラゴンライダー』は、鈴木銀一郎による日本の小説。『モンスターメーカー』シリーズの一作である。続編小説『最後の竜戦士 - モンスターメーカークロニクル』がある。

## 概要
小説『ドラゴンライダー』は、1991年から1992年にかけて出版された。本作は、当時、カードゲームを中心としてコンピュータゲームやテーブルトークRPG（TRPG）など様々な媒体で展開していたモンスターメーカーシリーズが、媒体ごとに微妙な設定の食い違いを見せていたことに対して、背景世界をはっきりと提示するために書かれた小説である。著者の鈴木銀一郎によれば、モンスターメーカーは全ての媒体でキャラクターが完全に統一されている必要は無く、それぞれの媒体の長所を活かすためにも多少の違いは許容しているものの、だからと言って媒体ごとに全くバラバラであるのは問題なので、よりどころとなる世界観を提示すべく、この小説を書いたという。
モンスターメーカーの生みの親の1人として、この世界観を提示するための小説は、どうしても書かなければならないとの思いで執筆したとも述べている。
翔企画内では、小説の執筆を第三者に委託しようという意見が強かったが、鈴木の強い意見により鈴木による執筆が決まった。企画は通ったが、鈴木が執筆すると聞いた出版社の富士見書房の反応は芳しくなかったという。
執筆当初は、本作が鈴木銀一郎にとって35年ぶりの小説の執筆だったことも手伝って、特に小説の第1章はなかなか筆が進まなかったものの、第2章以降は比較的順調に書き進められ、第3章あたりになると登場人物が勝手に動き出すようにもなり、当初の予定よりも速く書き上がったという。当初は1冊での刊行を予定していたが、最終的に上下巻2冊での出版となった。
ところで、鈴木銀一郎はオーク（ブタの頭を持ったヒューマノイド型のモンスター）に思い入れがあると述べている。そして、本作でもオーク達は、物語の主軸に関わる重要な種族として扱われている。

## 内容概略
- 序章 - モンスターメーカーの世界における神話。
- 第1章 - アイラがドラゴンライダーとなり、見聞を広めるための旅に出る。
- 第2章 - ウルフが魔術士となり、見聞を広めるための旅に出る。
- 第3章 - プラークが自説の正しさを証明するためにオーク族の土地に渡る。結果、一定の成果を得るも、オーク族の戦いに巻き込まれてゆく。
- 第4章 - オーク族の国の内戦。
- 第5章 - シャルメンのミッション（使命）について。ミッション達成のための準備。なお、ここでアイラ、ウルフ、タムローン、シャルメンが出会い、共に行動することとなった。
- 第6章 - アイラたちが、船を拿捕される形でオーク族に捕えられるも脱走。また、この時オーク族の軍師となっていたプラークを、アイラたちがオーク族の陣営から連れ去った。
- 第7章 - アイラたちがオーク族の軍の追跡から逃れるべく奮闘する。
- 第8章 - オーク族による侵攻。
- 第9章 - アイラたちのその後。
- あとがき - 本作の解説。および、TRPG版のモンスターメーカーへの応用法の手引きなど。

## 主要登場キャラクター
アイラ
人間族の女性。第1章から登場する、本作の主人公。
物語の中で成長しながらドラゴンライダーとなり、さらに年齢を重ね、次の世代へとドラゴンライダーの記録を引き継いでゆく姿が描かれている。なお、彼女のパートナーのドラゴンの名前は、サイラである。
ウルフ
人間族の男性。第2章から登場する。
本作にはモンスターメーカーの魔術の仕組みを示すという目的もあるのだが、彼が登場する第2章が魔術の仕組みを提示している部分としては主要である。この第2章で彼は魔術士となり、以降、活躍してゆく。
プラーク
人間族の初老の男性。第3章から登場する。
歴史学者で、歴史研究の結果オーク族の侵攻に周期性があることを明らかにした。さらに戦史にも明るく、一時は軍師としても活躍した。今後は、オーク族の歴史書を編纂したいと述べている。
グレードン
オーク族の男性。第3章から登場する。
本名はガルーフ。グレードンの名で反乱を起こし、オーク族の国で王位についた。その後、臣下を養うためにもより豊かな土地への侵攻を開始した。序盤は優勢に戦いを進めたものの、最終的には戦死した。
モンドール
人間族の男性。第3章から登場する。
魔術士。自らの力をふるい、大きな影響を与えることを無上の喜びとしていた。グレードンを見い出し、王位についたグレードンの力でオーク族を動かし、更なる力をふるうことを狙った。しかし、最終的にはウルフをほぼ相討ちとなる寸前まで追い詰めるも、僅かに力及ばず、ウルフに破れて死亡した。
シャルメン
シャーズ族の女性。第5章から登場する。
シャーズ族の貴族となるためのミッション（使命）を受けて、それを果たす中で戦いに巻き込まれてゆく。
タムローン
人間族の男性。第5章から登場する。
剣士であり、賭博士でもある。五分と五分の勝負に身を置くことを至上の喜びとする。

## 既刊一覧
- 鈴木 銀一郎 『ドラゴンライダー（上）』 富士見書房 1991年12月20日発行 ISBN 4-8291-2422-9
- 鈴木 銀一郎 『ドラゴンライダー（下）』 富士見書房 1992年1月25日発行 ISBN 4-8291-2425-3